# Tuotuo
La Tuotuo (caractères chinois :  沱沱河)   est une rivière qui coule dans la province chinoise du  Qinghai. Ce cours d'eau, qui circule sur le plateau tibétain à très haute altitude (entre 4000 et 5000 mètres), est un des trois cours d'eau qui après leur confluence forme le cours supérieur du fleuve Yangzi Jiang. Il est considéré par les autorités chinoises comme la source du fleuve. La rivière est longue de 358 kilomètres et son bassin versant a une superficie de 17 000 km². Le débit de la Tuotuo est de 32 m3/s.

## Description

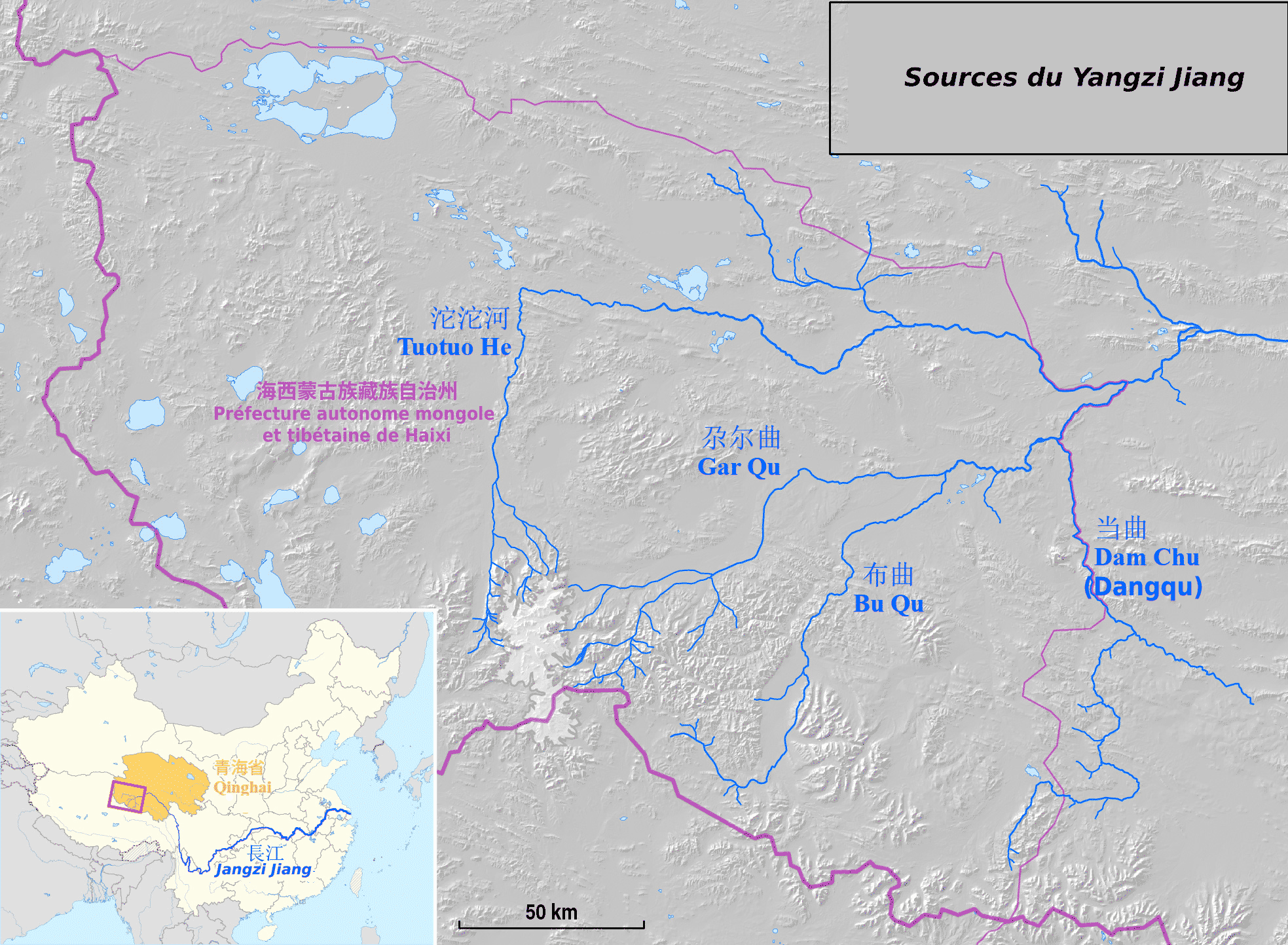
Carte des sources du Yangzi sur le plateau tibétain.

La Tuotuo  prend sa source sur le plateau tibétain dans la province chinoise du Qinghai au pied du mont Geladaindong qui culmine à 6 621 mètres et constitue le plus haut sommet des monts Tanggula. La source elle-même est située à une altitude de 5 395 mètres au pied du glacier sud qui descend de cette montagne. Après avoir émergé d'un canyon étroit la rivière circule sur un terrain relativement plat sillonné de petits cours d'eau et entouré de sommets arrondis. Le sol, couvert de neige en hiver, se transforme en prairie à la belle saison. La présence d'une épaisse couche de pergélisol (la température moyenne annuelle est inférieure à 0 °C) ne lui a pas permis de creuser un lit et la rivière, peu profonde, s'étale largement dans un paysage désolé et inhabité, balayé par des vents violents et dépourvu de toute végétation arbustive. La rivière descend d'une altitude de 5 400 à 4 470 mètres (pente de 2,69 ‰). Le bassin versant associé a une superficie de 17 000 km2.
Toute cette partie du plateau tibétain faiblement arrosé (moins de 250 mm de précipitations annuelles) est occupée par une steppe pratiquement déserte. La région des sources fait partie de la division administrative de niveau bourg de Tanggulashan (Préfecture autonome mongole et tibétaine de Haixi) qui occupe une superficie de 47 540 km2 mais compte seulement 1 300 habitants (densité : 0,03 habitant/km2). Ceux-ci sont concentrés dans une dizaine de hameaux situés le long des deux axes de transport qui relient Golmud à Lhassa et qui ont été construits côte à côte : la Route nationale 109 et la ligne ferroviaire Qing-Zang. Les habitants vivent de l'élevage de troupeaux de moutons. Une grande partie de la région des sources fait partie de la réserve naturelle des Sources des trois rivières (Sanjiangyuan) qui protège notamment les abords du mont Geladaindong .    
La confluence avec le premier affluent d'importance - le Dangqu venu du sud - marque la fin de la Tuotuo. Le cours d'eau prend alors le nom de Tongtian et est désormais considéré comme le cours supérieur du Yangzi Jiang.  